# Grzegorz III (hrabia Tusculum)
Grzegorz III (zm. ok. 1108) – hrabia Tusculum, patrycjusz i konsul rzymski.

## Życiorys
Był synem Grzegorza II i bratem Piotra z Colonny. Przejął władzę po śmierci swojego ojca, w roku 1058. Pełnił funkcję patrycjusza i konsula, jednak nie był senatorem. Był żonaty i miał pięcioro dzieci: Ptolemeusza (który przejął po nim władzę), Grzegorza, Piotra, Egidiusza i Isdarę.